# Convolvulus ammannii
Convolvulus ammannii là một loài thực vật có hoa trong họ Bìm bìm. Loài này được Desr. mô tả khoa học đầu tiên năm 1792.